# NASA-ISRO Synthetic Aperture Radar
NASA-ISRO Synthetic Aperture Radar (NISAR) är ett gemensamt projekt mellan NASA och ISRO för att samutveckla och sjösätta en dubbelfrekvent syntetisk aperturradar på en jordobservationssatellit. Satelliten är den första radarbildningssatelliten som använder dubbla frekvenser. Det kommer att användas för fjärranalys, för att observera och förstå naturliga processer på jorden. Till exempel kommer dess högervända instrument att studera den antarktiska kryosfären. 
Med en total kostnad som uppskattas till 1,5 miljarder dollar är NISAR troligen världens dyraste jordobservationsatellit.